# Viola segniensis
Viola segniensis är en violväxtart som beskrevs av Gayer och Degen. Viola segniensis ingår i släktet violer, och familjen violväxter. Inga underarter finns listade i Catalogue of Life.